# I Convocatoria del Sóviet Supremo de la RSFS de Rusia
La I Convocatoria del Sóviet Supremo de la República Socialista Federativa Soviética de Rusia estuvo conformada por un total de 727 diputados, elegidos el 26 de junio de 1938.

## Composición
| Partido        | Total |
| -------------- | ----- |
| PCUS           | 568   |
| Independientes | 159   |
| Total          | 727   |

### Liderazgo
- Presidente del Presídium del Sóviet Supremo: Alekséi Badáiev (PCUS), Iván Vlásov (PCUS), Nikolái Shvérnik (PCUS)
- Presidente del Sóviet Supremo: Andréi Zhdánov (PCUS)

## Diputados
| Región                         | Distrito                      | Diputado                   |
| ------------------------------ | ----------------------------- | -------------------------- |
| Krái de Altái                  | Oirot-Tursk                   | Fiódor Antonov             |
| Krái de Altái                  | Aleysk                        | Tatiana Vaganova           |
| Krái de Altái                  | Uch-Pristansk                 | Kuzma Galeto               |
| Krái de Altái                  | Zavyalovsk                    | Vera Ena                   |
| Krái de Altái                  | Pospelijinsk                  | Mijaíl Efremov             |
| Krái de Altái                  | Volchikhinsk                  | Semión Zinchenko           |
| Krái de Altái                  | Slávgorod                     | Nikolái Kovinev            |
| Krái de Altái                  | Bisk                          | Anastasia Kostromikina     |
| Krái de Altái                  | Rubtsovsk                     | Nikolái Kuznetsov          |
| Krái de Altái                  | Kosijinsk                     | Yákov Matveyev             |
| Krái de Altái                  | Talmensk                      | Evgeni Nikolski            |
| Krái de Altái                  | Kamensk                       | Vasili Ovchinnikov         |
| Krái de Altái                  | Barnaúl                       | Elena Pozdniákova          |
| Krái de Altái                  | Bisk                          | Pável Smirnov              |
| Krái de Altái                  | Barnaúl                       | Iván Trífonov              |
| Krái de Altái                  | Jabárovsk                     | Piótr Trujachev            |
| Krái de Altái                  | Starobardinsk                 | Alekséi Shuklin            |
| Óblast de Arcángel             | Arcángel                      | Aleksandra Vlasova         |
| Óblast de Arcángel             | Arcángel-Solombalsk           | Semión Volinski            |
| Óblast de Arcángel             | Nyandomsk                     | Pelageya Davydova          |
| Óblast de Arcángel             | Plesetsk                      | Vasili Dementyev           |
| Óblast de Arcángel             | Lalsk                         | Fiódor Nikíforov           |
| Óblast de Arcángel             | Kotlas                        | Stepán Pervyshin           |
| Óblast de Arcángel             | Arcángel-Primorsk             | Timoféi Tarásov            |
| Óblast de Arcángel             | Velsk                         | Jairitna Tretiákova        |
| RASS de Baskiria               | Baymaksk                      | Jusáin Abdullin            |
| RASS de Baskiria               | Ufimsk                        | Gueorgui Dorofeyev         |
| RASS de Baskiria               | Chishminsk                    | Semión Dukelski            |
| RASS de Baskiria               | Birsk                         | Nikolái Emelianenko        |
| RASS de Baskiria               | Meleuzovsk                    | Rahim Ibragimov            |
| RASS de Baskiria               | Aurgazinsk                    | Gabidulla Iliásov          |
| RASS de Baskiria               | Tuymazinsk                    | Sultan Kashapov            |
| RASS de Baskiria               | Alsheyevsk                    | Magrifa Mavliútova         |
| RASS de Baskiria               | Beloretsk                     | Mijaíl Riábov              |
| RASS de Baskiria               | Ufimsk-Leninsk                | Dmitri Simashev            |
| RASS de Baskiria               | Belebeyevsk                   | Aleksándr Soloviov         |
| RASS de Baskiria               | Ufimsk-Kírovsk                | Aleksándr Stoliárov        |
| RASS de Baskiria               | Dyurtyulinsk                  | Shaimardan Syrtlanov       |
| RASS de Baskiria               | Blagoveshchensk               | Dmitri Tatarinov           |
| RASS de Baskiria               | Buzdyaksk                     | Zakiya Fazliájmetova       |
| RASS de Baskiria               | Kiginsk                       | Ibragim Fattajov           |
| RASS de Baskiria               | Sterlitamak                   | Shamsia Jakimova           |
| RASS de Baskiria               | Yanaulsk                      | Magzum Jasbitdinov         |
| RASS de Baskiria               | Askinsk                       | Anna Jlióstkina            |
| RASS de Baskiria               | Kugarchinsk                   | Rakia Sharifullina         |
| RASS Buriato-Mongola           | Pribaykalsk                   | Nikolái Grachev            |
| RASS Buriato-Mongola           | Zabaikalsk                    | Nikolái Kovrigin-Porfiriev |
| RASS Buriato-Mongola           | Ulán-Udé                      | Dorzhi Tsirempílov         |
| RASS Buriato-Mongola           | Kiajtinsk                     | Dolgorzhap Erdineyeva      |
| RASS de Carelia                | Prionezhski                   | Mark Gorbachov             |
| RASS de Carelia                | Kem                           | Gerasim Marchenko          |
| RASS de Carelia                | Petrozavodsk                  | Stepan Matuzenko           |
| RASS de Carelia                | Medvezhegorsk                 | Dmitri Smirnov             |
| RASS de Chechenia Ingusetia    | Nazranovsk                    | Elbert Gazdiev             |
| RASS de Chechenia Ingusetia    | Grozni                        | Andréi Koshkin             |
| RASS de Chechenia Ingusetia    | Urus-Martanovsk               | Supián Mollayev            |
| RASS de Chechenia Ingusetia    | Gudermessk                    | Jama Setieva               |
| RASS de Chechenia Ingusetia    | Grozni                        | Jrisanf Chernokozov        |
| Óblast de Cheliábinsk          | Minyar                        | Iván Alpatov               |
| Óblast de Cheliábinsk          | Magnitogorsk-Ordzhonikidzevsk | Dmitri Antonov             |
| Óblast de Cheliábinsk          | Kamyshlovsk                   | Piótr Bajmurov             |
| Óblast de Cheliábinsk          | Cheliábinsk                   | María Kamenskaya           |
| Óblast de Cheliábinsk          | Zlatoustovsk                  | Piótr Kornílov             |
| Óblast de Cheliábinsk          | Yurgamyshsk                   | Nikolái Kuznetsov          |
| Óblast de Cheliábinsk          | Kyshtym                       | Fiódor Lapshin             |
| Óblast de Cheliábinsk          | Troitsk                       | Fedot Novichkov            |
| Óblast de Cheliábinsk          | Cheliábinsk-Leninsk           | Ekaterina Oreshkina        |
| Óblast de Cheliábinsk          | Shumikhinsk                   | Piótr Pankov               |
| Óblast de Cheliábinsk          | Kamensk                       | Piótr Parshin              |
| Óblast de Cheliábinsk          | Shchadrinsko-Kargapolsk       | Daria Popova               |
| Óblast de Cheliábinsk          | Cheliábinsk-Stalinsk          | Daniil Románov             |
| Óblast de Cheliábinsk          | Magnitogorsk-Kírovsk          | Aleksándr Semiónov         |
| Óblast de Cheliábinsk          | Kopeisk                       | Mijaíl Sobolev             |
| Óblast de Cheliábinsk          | Shádrinsk                     | Zoya Sochneva              |
| Óblast de Cheliábinsk          | Zlatoustovsk                  | Nikolái Tolkachev          |
| Óblast de Cheliábinsk          | Kurgán                        | Iván Shágov                |
| Óblast de Cheliábinsk          | Lebyazhyevsky                 | Artemi Yurovskij           |
| Óblast de Chitá                | Mogochinsk                    | Frol Dorozhkin             |
| Óblast de Chitá                | Skovorodinó                   | Nikolái Kuzián             |
| Óblast de Chitá                | Olovyanninsk                  | Dmitri Leónov              |
| Óblast de Chitá                | Petrovsko-Zavodskaya          | Lev Roshal                 |
| Óblast de Chitá                | Chitá                         | Grigori Jorjorin           |
| Óblast de Chitá                | Borzinsk                      | Piótr Judiákov             |
| Óblast de Chitá                | Shilkinskaya                  | Kapitolina Scherbakova     |
| Óblast de Chitá                | Sretensk                      | Vsévolod Yákovlev          |
| RASS de Chuvasia               | Tsivilsk                      | Zoya Andreyeva             |
| RASS de Chuvasia               | Kanash                        | Ekaterina Antonova         |
| RASS de Chuvasia               | Vurnarsk                      | Iván Dubov                 |
| RASS de Chuvasia               | Cheboksary                    | Praskovia Kalinkina        |
| RASS de Chuvasia               | Shumerlinsk                   | Alekséi Malinin            |
| RASS de Chuvasia               | Batyrevsk                     | Leonti Ostriákov           |
| RASS de Chuvasia               | Alatyrsk                      | Aleksándr Sómov            |
| RASS de Crimea                 | Kerch                         | Gueorgui Babenko           |
| RASS de Crimea                 | Eupatoria                     | Iván Máksimov              |
| RASS de Crimea                 | Simferópol                    | Arslan Medzhitov           |
| RASS de Crimea                 | Dzhankoy                      | Abdul Menbariyev           |
| RASS de Crimea                 | Feodosia                      | Artur Mijelson             |
| RASS de Crimea                 | Simferópol                    | Antonina Sokolova          |
| RASS de Crimea                 | Sebastopol                    | Iván Yumashev              |
| RASS de Daguestán              | Junzajsk                      | Magomed Arbuliev           |
| RASS de Daguestán              | Jasav-Yurtovsk                | Zulái Biimurzaeva          |
| RASS de Daguestán              | Majach-Kalinsk                | María Zolotujina           |
| RASS de Daguestán              | Derbent                       | Aleksándr Kirzimov         |
| RASS de Daguestán              | Levashinsk                    | Dzhamalutdin Magomédov     |
| RASS de Daguestán              | Kasum-Kent                    | Musaib Stalski             |
| Óblast de Gorki                | Shajunia                      | Pável Agibalov             |
| Óblast de Gorki                | Spaski                        | Stepan Baryshev            |
| Óblast de Gorki                | Muromsk                       | Piótr Belov                |
| Óblast de Gorki                | Dalnekonstantinovsk           | Fiódor Voronin             |
| Óblast de Gorki                | Ardatovsk                     | Nikolái Gordeyev           |
| Óblast de Gorki                | Vetluzhskii                   | Mijaíl Davidov             |
| Óblast de Gorki                | Arzamas                       | Sofía Domnina              |
| Óblast de Gorki                | Gorki-Stalinsk                | Nikolái Yezhov             |
| Óblast de Gorki                | Sergachsk                     | Nikita Kalagayev           |
| Óblast de Gorki                | Gorki-Zhdánovsk               | Mark Kozlov                |
| Óblast de Gorki                | Vyksunsk                      | Semión Komarov             |
| Óblast de Gorki                | Dzerzhinsk                    | Aleksándr Kosarev          |
| Óblast de Gorki                | Kúibyshevsk                   | Rafaíl Listengurt          |
| Óblast de Gorki                | Avtozavodsk                   | Iván Lóskutov              |
| Óblast de Gorki                | Bogorodsk                     | Galina Mayorova            |
| Óblast de Gorki                | Sharyinsk                     | Serguéi Mirónov            |
| Óblast de Gorki                | Lukoyanovsk                   | Víktor Nóvikov             |
| Óblast de Gorki                | Balajninsk                    | Pável Pronin               |
| Óblast de Gorki                | Lyskovsk                      | Anastasia Raguzova         |
| Óblast de Gorki                | Krasno-Bakovsk                | Mijaíl Rodiónov            |
| Óblast de Gorki                | Buturlinsk                    | Nina Sidorova              |
| Óblast de Gorki                | Kyzyl-Oktyabrski              | Jalil Sulimanov            |
| Óblast de Gorki                | Pavlovsk                      | Modest Tretiákov           |
| Óblast de Gorki                | Pochinkovsk                   | Serguéi Ulibin             |
| Óblast de Gorki                | Semionovsk                    | Fedosia Shkunova           |
| Óblast de Gorki                | Sórmovo                       | Serguéi Yastrebov          |
| Óblast de Irkutsk              | Ziminsk                       | Vera Bondarenova           |
| Óblast de Irkutsk              | Irkutsk Norte                 | Semión Zhukovski           |
| Óblast de Irkutsk              | Irkutsk-Stalinsk              | Yákov Komov                |
| Óblast de Irkutsk              | Cheremkhovsk                  | Boris Malyshev             |
| Óblast de Irkutsk              | Nizhneudinsk                  | Nikolái Nosanov            |
| Óblast de Irkutsk              | Kirensk                       | Iván Parshukov             |
| Óblast de Irkutsk              | Tulunsk                       | Nikolái Safronov           |
| Óblast de Irkutsk              | Irkutsk-Kírov                 | Arkadi Filíppov            |
| Óblast de Ivánovo              | Vichugsk                      | Agrippina Abramova         |
| Óblast de Ivánovo              | Shuisk                        | Víktor Aralov              |
| Óblast de Ivánovo              | Teykovsk                      | Iván Bolshakov             |
| Óblast de Ivánovo              | Seredskaya                    | Maria Vinogradova          |
| Óblast de Ivánovo              | Yúriyev-Polski                | Pável Galochjin            |
| Óblast de Ivánovo              | Vladímir                      | Nadezhda Yegorova          |
| Óblast de Ivánovo              | Vladimiro-Sobinsk             | Eufrosinia Yertseva        |
| Óblast de Ivánovo              | Ivánovo-Oktyabrsk             | Gueorgui Korotkov          |
| Óblast de Ivánovo              | Yuzhsk                        | Aleksandra Makarova        |
| Óblast de Ivánovo              | Kíneshma                      | Nina Maksimova             |
| Óblast de Ivánovo              | Kovrovsk                      | Serguéi Medvédev           |
| Óblast de Ivánovo              | Yuryevetsk                    | Evgeni Nareiko             |
| Óblast de Ivánovo              | Ivánovo-Stalinsk              | Aleksándr Predtechenski    |
| Óblast de Ivánovo              | Krasno-Gorbatsk               | Piótr Serguéiev            |
| Óblast de Ivánovo              | Aleksandrovsk                 | Dora Jazan                 |
| Óblast de Ivánovo              | Gus-Jrustalny                 | Nikolái Chijachev          |
| Óblast de Ivánovo              | Vyaznikovsk                   | Alekséi Shatski            |
| RASS de Kabardia-Balkaria      | Stalinsk                      | Jasan Appayev              |
| RASS de Kabardia-Balkaria      | Oktiabrski                    | Masha Kankulov             |
| Óblast de Kalinin              | Kalinin                       | Vasili Bibikov             |
| Óblast de Kalinin              | Kalininsk                     | Iván Bóitsov               |
| Óblast de Kalinin              | Kashinsk                      | Vera Buzynkina             |
| Óblast de Kalinin              | Kimrsk                        | Nikolái Vinokúrov          |
| Óblast de Kalinin              | Dvinski                       | Mijaíl Zaitsev-Golmer      |
| Óblast de Kalinin              | Idritsa                       | Anton Zinovski             |
| Óblast de Kalinin              | Toropetsk                     | Piótr Zykov                |
| Óblast de Kalinin              | Kalinin-Zavolzhskii           | Mijaíl Ivánov              |
| Óblast de Kalinin              | Velikoluksk                   | Iván Kabanov               |
| Óblast de Kalinin              | Krasnojolmsk                  | Iván Kalinin               |
| Óblast de Kalinin              | Kírovsk                       | Anna Krylova               |
| Óblast de Kalinin              | Zubtsovsk                     | Nikolái Kuznetsov          |
| Óblast de Kalinin              | Lijoslavlsk                   | Elena Moshkova             |
| Óblast de Kalinin              | Bezhanitsk                    | Iona Nikítchenko           |
| Óblast de Kalinin              | Opochetsk                     | Andréi Nikonov             |
| Óblast de Kalinin              | Bezhetsk                      | Maria Rusina               |
| Óblast de Kalinin              | Bologovsk                     | Aleksándr Starotorzhski    |
| Óblast de Kalinin              | Novotorzhsk                   | Zinaida Stepanova          |
| Óblast de Kalinin              | Nevelskói                     | Efim Stoliárov             |
| Óblast de Kalinin              | Vyshnevolotsk                 | Mijaíl Sytytov             |
| Óblast de Kalinin              | Rzhevsk                       | Serguéi Toropchenov        |
| Óblast de Kalinin              | Ostashkovsk                   | Ekaterina Sholojova        |
| RASS de Kalmukia               | Elistá                        | Dorzhi Purveyev            |
| Óblast de Kírov                | Zuyevsk                       | Boris Bolshemennikov       |
| Óblast de Kírov                | Uninsk                        | Vera Vorozhtsova           |
| Óblast de Kírov                | Urzhumsk                      | Iván Gruzdev               |
| Óblast de Kírov                | Kotelnichsk                   | Aleksándr Dmitriev         |
| Óblast de Kírov                | Slobodskoy                    | Nikolái Yelkin             |
| Óblast de Kírov                | Kírov                         | Anatoli Zykov              |
| Óblast de Kírov                | Jalturinsk                    | Iván Ivolgin               |
| Óblast de Kírov                | Omutninsk                     | Mijaíl Kanunnikov          |
| Óblast de Kírov                | Sanchursk                     | Agrippina Odintsova        |
| Óblast de Kírov                | Yaransk                       | Grigori Roginski           |
| Óblast de Kírov                | Malmyzhsk                     | Andréi Solodilov           |
| Óblast de Kírov                | Sovetsk                       | Antonina Surnina           |
| Óblast de Kírov                | Shabalinsk                    | Domna Tolstobrova          |
| Óblast de Kírov                | Nolinsk                       | Yákov Chadáyev             |
| Óblast de Kírov                | Kírov                         | Víktor Yurevich            |
| RASS de Komi                   | Syktyvkar                     | Gennadi Vetoshkin          |
| RASS de Komi                   | Syktyvdinsk                   | Anna Judiáyeva             |
| Krái de Krasnodar              | Armavir                       | Maria Vatutina             |
| Krái de Krasnodar              | Krasnodar-Kaganóvichsk        | Leonid Gazov               |
| Krái de Krasnodar              | Oevsrsk                       | Vladímir Yershov           |
| Krái de Krasnodar              | Novorosíisk                   | Iván Zherdev               |
| Krái de Krasnodar              | Briujovetsk                   | Daria Karauj               |
| Krái de Krasnodar              | Yeisk                         | Vasili Kostenko            |
| Krái de Krasnodar              | Kropotkinsk                   | Anna Kofanova              |
| Krái de Krasnodar              | Beloréchensk                  | Lavrenti Kusch             |
| Krái de Krasnodar              | Kushcheveki                   | Máksim Liáj                |
| Krái de Krasnodar              | Krasnodar-Stalinsk            | Porfiri Mélnikov           |
| Krái de Krasnodar              | Tuapsé                        | Anatoli Nésterov           |
| Krái de Krasnodar              | Tijoretsk                     | Pável Normanski            |
| Krái de Krasnodar              | Novorosíisk                   | Boris Sviridov             |
| Krái de Krasnodar              | Slaviansk                     | Mijaíl Serbinov            |
| Krái de Krasnodar              | Timashovsk                    | Semión Skrinnikov          |
| Krái de Krasnodar              | Labinsk                       | Nikolái Tabakov            |
| Krái de Krasnodar              | Maikop                        | Morem Tlebzu               |
| Krái de Krasnodar              | Krasnogvardeysk               | Taibat Tjugova             |
| Krái de Krasnodar              | Korenoveki                    | Yákov Shelest              |
| Krái de Krasnodar              | Armavir                       | Nazari Shpilko             |
| Krái de Krasnoyarsk            | Kuraginsk                     | Anton Alekséyenko          |
| Krái de Krasnoyarsk            | Krasnoyarsk                   | Ilya Bashkardin            |
| Krái de Krasnoyarsk            | Yeniseysk                     | Alekséi Bueverov           |
| Krái de Krasnoyarsk            | Krasnoyarsk                   | Iván Burdin                |
| Krái de Krasnoyarsk            | Minusinsk                     | Iván Velichko              |
| Krái de Krasnoyarsk            | Áchinsk                       | María Karavashkina         |
| Krái de Krasnoyarsk            | Abanski                       | Konstantín Kulikov         |
| Krái de Krasnoyarsk            | Kansk                         | Serguéi Mitiúshov          |
| Krái de Krasnoyarsk            | Shirinsk                      | Aleksándr Sorokin          |
| Krái de Krasnoyarsk            | Bolshe-Murtinsk               | Elizaveta Starkova         |
| Krái de Krasnoyarsk            | Uyarsk                        | Serguéi Stepánov           |
| Krái de Krasnoyarsk            | Bogotolsk                     | Iván Cherbov               |
| Krái de Krasnoyarsk            | Ust'-Abakansk                 | Iván Chertigashev          |
| Óblast de Kúibyshev            | Kuznetsk                      | Nikita Andréiev            |
| Óblast de Kúibyshev            | Uliánovsk                     | Mijaíl Babin               |
| Óblast de Kúibyshev            | Kúibyshev-Leninsk             | Gueorgui Bondar            |
| Óblast de Kúibyshev            | Inzensk                       | Nikolái Borisov            |
| Óblast de Kúibyshev            | Baryshsk                      | Iván Bocharov              |
| Óblast de Kúibyshev            | Syzransk                      | Alekséi Bujartsev          |
| Óblast de Kúibyshev            | Bogatovsk                     | Stepán Veriásov            |
| Óblast de Kúibyshev            | Klyavlinsk                    | Nikita Gaidukov            |
| Óblast de Kúibyshev            | Kuznetsk                      | Mijaíl Ermilin             |
| Óblast de Kúibyshev            | Karsunsk                      | Nikolái Zhuravlev          |
| Óblast de Kúibyshev            | Kuzovatovsk                   | María Zhurkina             |
| Óblast de Kúibyshev            | Koshkinsk                     | Nikolái Katkov             |
| Óblast de Kúibyshev            | Kinelsk                       | Maria Kirilova             |
| Óblast de Kúibyshev            | Melekessk                     | Fiódor Kuznetsov           |
| Óblast de Kúibyshev            | Sergiyevsk                    | Fiódor Lagoda              |
| Óblast de Kúibyshev            | Chapayevsk                    | Aleksándr Malyshev         |
| Óblast de Kúibyshev            | Uliánovsk                     | Ksenia Prakova             |
| Óblast de Kúibyshev            | Syzransk                      | Víktor Pribok              |
| Óblast de Kúibyshev            | Mólotovsk                     | Kermen Salamov             |
| Óblast de Kúibyshev            | Kúibyshev                     | Grigori Skriabin           |
| Óblast de Kursk                | Fatezhsk                      | Alekséi Boechin            |
| Óblast de Kursk                | Shchigrovsk                   | Iván Brovko                |
| Óblast de Kursk                | Rakityaneky                   | Pável Doronin              |
| Óblast de Kursk                | Solntsevski                   | Domna Eremenko             |
| Óblast de Kursk                | Projorovsk                    | Aleksándr Zhurbenko        |
| Óblast de Kursk                | Novo-Oskolsk                  | Aleksándr Zaporozhets      |
| Óblast de Kursk                | Oboyansk                      | Evdokia Kalmykova          |
| Óblast de Kursk                | Staro-Oskolsk                 | Iván Kandaurov             |
| Óblast de Kursk                | Kursk                         | Anatoli Kozlov             |
| Óblast de Kursk                | Rylsk                         | Vasili Kolésnikov          |
| Óblast de Kursk                | Lgovsk                        | Iván Korshunov             |
| Óblast de Kursk                | Sudzhansk                     | Pável Kucherenko           |
| Óblast de Kursk                | Terbunsk                      | Nikolái Lóguinov           |
| Óblast de Kursk                | Kursk                         | Mijaíl Protásov            |
| Óblast de Kursk                | Valuysk                       | Glikeria Revenko           |
| Óblast de Kursk                | Kastorensk                    | Iván Rogov                 |
| Óblast de Kursk                | Dmitriyevsk                   | Efrosinia Rodina           |
| Óblast de Kursk                | Bélgorod                      | Maria Ryzhova              |
| Óblast de Kursk                | Bélgorod                      | Nikolái Rychkov            |
| Óblast de Kursk                | Shebekinsk                    | Lev Sidorenko              |
| Óblast de Kursk                | Ponyrovsk                     | Dmitri Titenkov            |
| Óblast de Kursk                | Korenevsk                     | Valentina Chalova          |
| Krai del Lejano Oriente        | Spaski                        | Pável Abysov               |
| Krai del Lejano Oriente        | Kalininsk                     | Alekséi Anisimov           |
| Krai del Lejano Oriente        | Birobidzhán                   | Nikolái Bigler             |
| Krai del Lejano Oriente        | Kúibyshevsk                   | Vasili Blücher             |
| Krai del Lejano Oriente        | Vladivostok-Leninsk           | Iliá Vasíliev              |
| Krai del Lejano Oriente        | Vladivostok                   | Antonina Gryaznova         |
| Krai del Lejano Oriente        | Grodekovsk                    | Pável Dudin                |
| Krai del Lejano Oriente        | Kamchatka                     | Zinaida Dyakonova          |
| Krai del Lejano Oriente        | Komsomolsk                    | Mijaíl Kochetkov           |
| Krai del Lejano Oriente        | Primorie                      | Nikolái Kuznetsov          |
| Krai del Lejano Oriente        | Jabárovsk-Kírovsk             | Vladímir Mijeyev           |
| Krai del Lejano Oriente        | Blagoveshchensk               | Semión Makagónov           |
| Krai del Lejano Oriente        | Vladivostok-Frunzensk         | Dmitri Novichkov           |
| Krai del Lejano Oriente        | Jabárovsk-Stalinsk            | Evséi Ojrimenko            |
| Krai del Lejano Oriente        | Svobodnensk                   | Piótr Stepanenko           |
| Krai del Lejano Oriente        | Nizhne-Amurskaya              | Ilarión Jaleyev            |
| Krai del Lejano Oriente        | Jabárovsk                     | Semión Chijúmov            |
| Krai del Lejano Oriente        | Voroshilovsk                  | Semión Shabalin            |
| Krai del Lejano Oriente        | Sajalín                       | Víktor Yártsev             |
| Óblast de Leningrado           | Okulovsk                      | Anna Alekseyeva            |
| Óblast de Leningrado           | Porjovsk                      | Antonina Andreyeva         |
| Óblast de Leningrado           | Krasnoselski                  | Serguéi Antonov            |
| Óblast de Leningrado           | Vóljov                        | Iván Balandin              |
| Óblast de Leningrado           | Kingisepp                     | Grigori Bumagin            |
| Óblast de Leningrado           | Gdovsk                        | Mark Belotserkovets        |
| Óblast de Leningrado           | Dnovsk                        | Fiódor Vasiliev            |
| Óblast de Leningrado           | Valdaysk                      | Alekséi Voziákov           |
| Óblast de Leningrado           | Vsevolozhsk                   | Isaak Dunaevski            |
| Óblast de Leningrado           | Luga                          | Nikolái Zhiltsov           |
| Óblast de Leningrado           | Jvoyninsk                     | Anatoli Ignátiev           |
| Óblast de Leningrado           | Slutski                       | Aleksándr Kovalev          |
| Óblast de Leningrado           | Ostrovski                     | Mijaíl Kórobov             |
| Óblast de Leningrado           | Lodeynopolsk                  | Arkadi Lyubin              |
| Óblast de Leningrado           | Starorusski                   | Antonina Markova           |
| Óblast de Leningrado           | Krasnogvardeysk               | Iván Nóvikov               |
| Óblast de Leningrado           | Borovichí                     | Nikolái Petrov             |
| Óblast de Leningrado           | Starorusski                   | Tatiana Sanina             |
| Óblast de Leningrado           | Tijvin                        | Mijaíl Safónov             |
| Óblast de Leningrado           | Chudovsk                      | Klavdia Serdiukova         |
| Óblast de Leningrado           | Pskov                         | Mijaíl Jozin               |
| Óblast de Leningrado           | Nóvgorod                      | Pável Shatunov             |
| Ciudad de Leningrado           | Vyborgsko-Primorsk            | Iván Alekséyev             |
| Ciudad de Leningrado           | Krasnoflotski                 | Mijaíl Andréyev            |
| Ciudad de Leningrado           | Vasileostrovsk                | Serguéi Vavílov            |
| Ciudad de Leningrado           | Krasnogvardeysk               | Nikolái Yégorov            |
| Ciudad de Leningrado           | Volodarsk                     | Andréi Zhdánov             |
| Ciudad de Leningrado           | Smolninskoye                  | Klavdia Zimina             |
| Ciudad de Leningrado           | Sverdlovsk                    | Mijaíl Kalinin             |
| Ciudad de Leningrado           | Ligovsk                       | Maria Kropacheva           |
| Ciudad de Leningrado           | Oktyabrskiy                   | Gordéi Levchenko           |
| Ciudad de Leningrado           | Dzerzhinsk                    | Mijaíl Litvin              |
| Ciudad de Leningrado           | Petrogradsk                   | Máksim Litvínov            |
| Ciudad de Leningrado           | Leninsk                       | Antonina Lukiánova         |
| Ciudad de Leningrado           | Kirovsk                       | Víktor Lvov                |
| Ciudad de Leningrado           | Dzerzhinsko-Oktyabrsky        | Praskovia Makarova         |
| Ciudad de Leningrado           | Moscú                         | Yefim Martejov             |
| Ciudad de Leningrado           | Moscú-Leninsk                 | Piótr Popkov               |
| Ciudad de Leningrado           | Vyborgsk                      | Aleksándr Serguéiev        |
| Ciudad de Leningrado           | Primorie                      | Evdokia Fiódorova          |
| Ciudad de Leningrado           | Kúibyshevsk                   | Nikolái Cherkásov          |
| Ciudad de Leningrado           | Smolninsko-Kuibyshevsky       | Lev Emdin                  |
| Ciudad de Leningrado           | Frunzensk                     | Mijaíl Yudin               |
| RASS de Mari                   | Yoshkar-Olá                   | Vasili Arjipov             |
| RASS de Mari                   | Gorno-Mari                    | Timoféi Kavalerov          |
| RASS de Mari                   | Yoshkar-Olá                   | Anna Pivovaranova          |
| RASS de Mari                   | Sernursk                      | Maria Popova               |
| RASS de Mordovia               | Krasnoslobodsk                | Serguéi Gidayev            |
| RASS de Mordovia               | Kovylkinsk                    | Piótr Kazantsev            |
| RASS de Mordovia               | Atyashevsk                    | Iván Kupriánov             |
| RASS de Mordovia               | Saransk                       | Glikeria Polezhayeva       |
| RASS de Mordovia               | Ruzayevsk                     | Iván Rezepov               |
| RASS de Mordovia               | Zubovo-Polyansk               | Vsévolod Fiódorov          |
| RASS de Mordovia               | Temnikovsk                    | Mijaíl Chembulatov         |
| RASS de Mordovia               | Ardatovsk                     | Vasili Chuklanov           |
| Óblast de Moscú                | Istrinsk                      | Vladímir Aleksándrov       |
| Óblast de Moscú                | Leninsk                       | Dmitri Bolshakov           |
| Óblast de Moscú                | Losinoostrovsk                | Vasili Bukanov             |
| Óblast de Moscú                | Dmítrov                       | Nikolái Vasiliev           |
| Óblast de Moscú                | Pushkin                       | Dmitri Golovanov           |
| Óblast de Moscú                | Reutov                        | Vera Zimicheva             |
| Óblast de Moscú                | Lyublino                      | Tijón Inshakov             |
| Óblast de Moscú                | Yegoryevsk                    | Natalia Kazmina            |
| Óblast de Moscú                | Noguinsk                      | Aleksandra Karpova         |
| Óblast de Moscú                | Rámenskoye                    | Iván Klenov                |
| Óblast de Moscú                | Voskresensk                   | Maria Krasnova             |
| Óblast de Moscú                | Podolsk                       | Dmitri Lázarev             |
| Óblast de Moscú                | Ujtomsk                       | Iván Lakeyev               |
| Óblast de Moscú                | Kolómenskoye                  | Iván Lipátov               |
| Óblast de Moscú                | Krasnogorsk                   | Gueorgui Malenkov          |
| Óblast de Moscú                | Kuntsevsk                     | Lev Mejlis                 |
| Óblast de Moscú                | Zaraisk                       | Ekaterina Nartova          |
| Óblast de Moscú                | Shatursk                      | Mijaíl Naumov              |
| Óblast de Moscú                | Maloyaroslavetsk              | Fiódor Nósov               |
| Óblast de Moscú                | Klinsk                        | Vera Papivina              |
| Óblast de Moscú                | Orejovo-Zuyevsk               | Mijaíl Pervujin            |
| Óblast de Moscú                | Pavlovo-Posadsk               | Alekséi Piskarev           |
| Óblast de Moscú                | Serpujovsk                    | Klavdia Poliákova          |
| Óblast de Moscú                | Zagorsk                       | Maria Saricheva            |
| Óblast de Moscú                | Volokolamsk                   | Pável Tarásov              |
| Óblast de Moscú                | Mozhaisk                      | Evdokia Jliúpova           |
| Óblast de Moscú                | Mytishchinsk                  | Iván Jojlov                |
| Óblast de Moscú                | Naro-Fominsk                  | Vladímir Tsesarski         |
| Óblast de Moscú                | Kashirsk                      | Piótr Chirin               |
| Óblast de Moscú                | Schelkovsk                    | Iván Chufirin              |
| Ciudad de Moscú                | Sverdlovsk                    | Valeria Barsova            |
| Ciudad de Moscú                | Zheleznodorozhny              | Iliá Bodilev               |
| Ciudad de Moscú                | Dzerzhinski                   | Nikolái Bulganin           |
| Ciudad de Moscú                | Kievskii                      | Piótr Dmitriev             |
| Ciudad de Moscú                | Uliánovsk                     | Aleksándr Efremov          |
| Ciudad de Moscú                | Kúibyshevsk                   | Mijaíl Zlotníkov           |
| Ciudad de Moscú                | Pervomaisk                    | Grigori Ilyin              |
| Ciudad de Moscú                | Leningradsk                   | Mijaíl Kiréyev             |
| Ciudad de Moscú                | Kírovsk                       | Dmitri Korolev             |
| Ciudad de Moscú                | Frunzensk                     | Vasili Lébedev-Kumach      |
| Ciudad de Moscú                | Pushkin                       | Prokopi Mayorov            |
| Ciudad de Moscú                | Krasnopresnenskaya            | Evdokia Maslennikova       |
| Ciudad de Moscú                | Mólotovsk                     | Viacheslav Mólotov         |
| Ciudad de Moscú                | Sovetski                      | Arkadi Mordvinov           |
| Ciudad de Moscú                | Sokolnichesk                  | Roman Nazarov              |
| Ciudad de Moscú                | Kominternovsk                 | Piótr Orlov                |
| Ciudad de Moscú                | Rostokino                     | Vasili Pronin              |
| Ciudad de Moscú                | Moskvoretsk                   | Anastasia Serguéieva       |
| Ciudad de Moscú                | Oktyabrskiy                   | Iván Sidorov               |
| Ciudad de Moscú                | Gertsensk                     | Serguéi Sóbolev            |
| Ciudad de Moscú                | Stalinsk                      | Iósif Stalin               |
| Ciudad de Moscú                | Dorogomilovsk                 | Dmitri Timofeyev           |
| Ciudad de Moscú                | Taganski                      | Maria Tomilina             |
| Ciudad de Moscú                | Bauman                        | Aleksándr Ugarov           |
| Ciudad de Moscú                | Proletarskii                  | Zinaida Fiódorova          |
| Ciudad de Moscú                | Leninsk                       | Mijaíl Chelujov            |
| Óblast de Múrmansk             | Kírovsk                       | Iván Bolotov               |
| Óblast de Múrmansk             | Múrmansk                      | Nikolái Skorniákov         |
| Óblast de Novosibirsk          | Novosibirsk-Oktyabrsk         | Andréi Andréiev            |
| Óblast de Novosibirsk          | Tartarsk                      | Iván Burdikov              |
| Óblast de Novosibirsk          | Barabinsk                     | Aleksándr Vekshin          |
| Óblast de Novosibirsk          | Novosibirsk-Iskitimsk         | Iván Ganenko               |
| Óblast de Novosibirsk          | Kúibyshevsk                   | Evdokia Govoruja           |
| Óblast de Novosibirsk          | Novosibirsk-Kaganovichsk      | Tatiana Golubina           |
| Óblast de Novosibirsk          | Anzhero-Súdzhensk             | Yákov Yégorov              |
| Óblast de Novosibirsk          | Tomsk                         | Aleksándr Zelenski         |
| Óblast de Novosibirsk          | Tayginsk                      | Andréi Ivankov             |
| Óblast de Novosibirsk          | Novosibirsk-Bolotninsk        | Iván Kolbasovski           |
| Óblast de Novosibirsk          | Chulym                        | Serguéi Komarov            |
| Óblast de Novosibirsk          | Belovo                        | Innokenti Konorev          |
| Óblast de Novosibirsk          | Stalinsk                      | Leonid Kuznetsov           |
| Óblast de Novosibirsk          | Prokópevsk                    | Mijaíl Kuzmin              |
| Óblast de Novosibirsk          | Gornaya-Shoriya               | Afanasi Kushakov           |
| Óblast de Novosibirsk          | Toguchinsk                    | Aleksándr Likomidov        |
| Óblast de Novosibirsk          | Léninsk-Kuznetski             | Iván Maltsev               |
| Óblast de Novosibirsk          | Tomsk                         | Uliana Ozerova             |
| Óblast de Novosibirsk          | Cherepanovsk                  | Afanasi Ribalov            |
| Óblast de Novosibirsk          | Mariinsk                      | Aleksándr Sirotkin         |
| Óblast de Novosibirsk          | Kemerovsk                     | Leonid Sosnin              |
| Óblast de Novosibirsk          | Kemerovsk                     | Mijaíl Syrchim             |
| Óblast de Novosibirsk          | Novosibirsk-Dzerzhinski       | Aleksándr Tamara           |
| Óblast de Novosibirsk          | Tomsk-Krivosheinsk            | Maria Tanyguina            |
| Óblast de Novosibirsk          | Vengerovsk                    | Kuzma Chebotok             |
| Óblast de Novosibirsk          | Tyazhinsk                     | Natalia Chmir              |
| Óblast de Novosibirsk          | Kolpashevsk                   | Vasili Sharapov            |
| Óblast de Omsk                 | Omsk-Leninsk                  | Iósif Agroskin             |
| Óblast de Omsk                 | Abatsk                        | Leonid Belajov             |
| Óblast de Omsk                 | Ishim                         | Zotik Volojov              |
| Óblast de Omsk                 | Omutinsk                      | Gueorgui Gubin             |
| Óblast de Omsk                 | Pavlogrado                    | Pável Devyaterikov         |
| Óblast de Omsk                 | Tarsk                         | Grigori Karaulov           |
| Óblast de Omsk                 | Tarsk-Bolsherechensk          | Andréi Korobkin            |
| Óblast de Omsk                 | Omsk-Stalinsk                 | Zájar Lavrentiev           |
| Óblast de Omsk                 | Kalachinsk                    | Pável Lobánov              |
| Óblast de Omsk                 | Tobolsk                       | Mijaíl Pankratiev          |
| Óblast de Omsk                 | Isil-Kulsk                    | Galina Ruminskaya          |
| Óblast de Omsk                 | Omsk                          | Gueorgui Saenko            |
| Óblast de Omsk                 | Tiumén                        | Abram Slepói               |
| Óblast de Omsk                 | Ostyako-Vogulsk               | Anna Toyarkova             |
| Óblast de Omsk                 | Tiumén                        | Aleksándr Trífonov         |
| Óblast de Omsk                 | Nazyvayevsk                   | Anna Jramova               |
| Krái de Ordzhonikidze          | Mineralovodsk                 | Alekséi Baránov            |
| Krái de Ordzhonikidze          | Georgiyevsk                   | Fiódor Bezgub              |
| Krái de Ordzhonikidze          | Voroshilovsk                  | Iván Benediktov            |
| Krái de Ordzhonikidze          | Yezhovo-Cherkesia             | Mujadzihr Gogushev         |
| Krái de Ordzhonikidze          | Piatigorsk                    | Gueorgui Kozlov            |
| Krái de Ordzhonikidze          | Yevdokimovsk                  | Anna Krivolapova           |
| Krái de Ordzhonikidze          | Mikoyán-Shakharek             | Aklima Kubanova            |
| Krái de Ordzhonikidze          | Petrovsk                      | Maria Medvedeva            |
| Krái de Ordzhonikidze          | Mozdoksk                      | Alekséi Popov              |
| Krái de Ordzhonikidze          | Aleksandrovsk                 | Grigori Ryzhkov            |
| Krái de Ordzhonikidze          | Budonnovsk                    | Alekséi Stupov             |
| Krái de Ordzhonikidze          | Kizlyar                       | Alekséi Taranenko          |
| Óblast de Oremburgo            | Oremburgo-Yezhovsk            | Vera Burova                |
| Óblast de Oremburgo            | Kuvandyksk                    | Stepanida Varavina         |
| Óblast de Oremburgo            | Abdulinsk                     | Nikolái Zaitsev            |
| Óblast de Oremburgo            | Pokrovsk                      | Iván Kariákin              |
| Óblast de Oremburgo            | Orsk                          | Vasili Komarov             |
| Óblast de Oremburgo            | Oktiabrski                    | Anna Lapteva               |
| Óblast de Oremburgo            | Buzuluk                       | Konstantín Nazarov         |
| Óblast de Oremburgo            | Oremburgo                     | Máksim Penkov              |
| Óblast de Oremburgo            | Soróchinsk                    | Iván Popov                 |
| Óblast de Oremburgo            | Oremburgo                     | Iván Tkachev               |
| Óblast de Oremburgo            | Buguruslansk                  | Filipp Yashechkin          |
| Óblast de Oriol                | Diátkovo                      | Iván Bezzabotnov           |
| Óblast de Oriol                | Pochepsk                      | Vasili Bóitsov             |
| Óblast de Oriol                | Verjovski                     | Iván Bortsov               |
| Óblast de Oriol                | Komarichsk                    | Vladímir Valik             |
| Óblast de Oriol                | Oriol-Mtsensk                 | Piótr Vlásov               |
| Óblast de Oriol                | Navlinsk                      | Piótr Gradusov             |
| Óblast de Oriol                | Dolzhansk                     | Aleksándr Gritsenko        |
| Óblast de Oriol                | Oriol                         | Iván Dmitriev              |
| Óblast de Oriol                | Yelets                        | Gueorgui Dronov            |
| Óblast de Oriol                | Oriol                         | Elena Zobneva              |
| Óblast de Oriol                | Livonsk                       | Anatoli Zubkov             |
| Óblast de Oriol                | Trubchevsk                    | Pável Kartavenko           |
| Óblast de Oriol                | Novozybkovsk                  | Nadezhda Kudriávtseva      |
| Óblast de Oriol                | Yelets                        | Praskovia Markova          |
| Óblast de Oriol                | Klintsi                       | Grigori Marchenko          |
| Óblast de Oriol                | Uritsk                        | Alekséi Nazarov            |
| Óblast de Oriol                | Klintsi                       | Aleksándr Nikitin          |
| Óblast de Oriol                | Ordzhonikidzegrado            | Iván Rozhkov               |
| Óblast de Oriol                | Briansk                       | Maria Sitnikova            |
| Óblast de Oriol                | Krasnozorensk                 | Dmitri Skulkov             |
| Óblast de Oriol                | Unechsk                       | Nikolái Solonitsyn         |
| Óblast de Oriol                | Vóljov                        | Fiódor Filíppov            |
| Óblast de Oriol                | Karachevsk                    | Anna Cherenkova            |
| Óblast de Oriol                | Zhukovsk                      | Mijaíl Shevchenko          |
| RASS de Osetia del Norte       | Alagirsk                      | Gueorgui Gagloyev          |
| RASS de Osetia del Norte       | Ordzhonikidzevsk              | Piótr Kuznetsov            |
| Óblast de Riazán               | Skopinsk                      | Iván Vislov                |
| Óblast de Riazán               | Korablinsk                    | Iván Grishin               |
| Óblast de Riazán               | Staroyuryevsk                 | Yákov Dmitriev             |
| Óblast de Riazán               | Riazán                        | Daniil Zhuravlev           |
| Óblast de Riazán               | Spask                         | Iván Krysin                |
| Óblast de Riazán               | Kasímov                       | Maria Laskina              |
| Óblast de Riazán               | Ranenburg                     | Iván Máksimov              |
| Óblast de Riazán               | Sasovsk                       | Aleksándr Mozgolov         |
| Óblast de Riazán               | Sarayevsk                     | Pável Pirozhkov            |
| Óblast de Riazán               | Shatsk                        | Anatoli Rubichev           |
| Óblast de Riazán               | Lebedyansk                    | Iván Sautin                |
| Óblast de Riazán               | Tumsk                         | Iván Serguéiev             |
| Óblast de Riazán               | Riazán                        | Iván Sokolov               |
| Óblast de Riazán               | Lev-Tolstovsk                 | Anastasia Sorokina         |
| Óblast de Riazán               | Shilovsk                      | Ekaterina Jiteva           |
| Óblast de Riazán               | Riazán                        | Iván Grómov                |
| Óblast de Riazán               | Mijáilovsk                    | Isaak Shapiro              |
| Óblast de Rostov               | Krasno-Sulinsk                | Iván Vorozhbitov           |
| Óblast de Rostov               | Rostov-Ordzhonikidzevsk       | Iván Grigoriev             |
| Óblast de Rostov               | Zimovnikovsk                  | Grigori Gromov             |
| Óblast de Rostov               | Morozovsk                     | Mijaíl Dagin               |
| Óblast de Rostov               | Rostov-Stalinsk               | Rodion Dianov              |
| Óblast de Rostov               | Taganrog                      | Grigori Digái              |
| Óblast de Rostov               | Rostov                        | Polina Zhemchúzhina        |
| Óblast de Rostov               | Konstantinovsk                | Liúbov Ishchenko           |
| Óblast de Rostov               | Vióshenskaya                  | Vladímir Kachalov          |
| Óblast de Rostov               | Taganrog                      | Marfa Koroleva             |
| Óblast de Rostov               | Novocherkask                  | Dmitri Krivoshein          |
| Óblast de Rostov               | Millerovsk                    | Dmitri Krupin              |
| Óblast de Rostov               | Rostov-Leninsk                | Anastás Mikoyán            |
| Óblast de Rostov               | Novocherkask                  | Iván Nakonechni            |
| Óblast de Rostov               | Shájtinski                    | Dmitri Onika               |
| Óblast de Rostov               | Rostov-Kírovsk                | Tatiana Rozhkova           |
| Óblast de Rostov               | Mechetinskaya                 | Mijaíl Súslov              |
| Óblast de Rostov               | Kámensk-Shájtinski            | Andréi Chebotarev          |
| Óblast de Rostov               | Salsk                         | Daniil Shesterko           |
| Óblast de Sarátov              | Serdobsk                      | Iván Bazanov               |
| Óblast de Sarátov              | Petrovsk                      | Mijaíl Volkov              |
| Óblast de Sarátov              | Volsk                         | Vladímir Volodin           |
| Óblast de Sarátov              | Balashovsk                    | Piótr Gribov               |
| Óblast de Sarátov              | Arkadaksk                     | Iván Gulyaev               |
| Óblast de Sarátov              | Sarátov-Kírovsk               | Ekaterina Kamenkova        |
| Óblast de Sarátov              | Pugachyovsk                   | Pável Kárpov               |
| Óblast de Sarátov              | Atkarsk                       | Serguéi Kaftanov           |
| Óblast de Sarátov              | Sarátov-Frunzensk             | Vladímir Kirílov           |
| Óblast de Sarátov              | Sarátov-Stalinsk              | Semión Kopov               |
| Óblast de Sarátov              | Rtishchevsk                   | Piótr Nazarov              |
| Óblast de Sarátov              | Bazarno-Karabulaksk           | Ignati Nóvikov             |
| Óblast de Sarátov              | Yershovsk                     | Klavdia Shikina            |
| Óblast de Smolensk             | Pochinkovsk                   | Boris Androsov             |
| Óblast de Smolensk             | Sujinichsk                    | Iván Golyakov              |
| Óblast de Smolensk             | Spas-Demensk                  | Praskovia Zeganova         |
| Óblast de Smolensk             | Jislavichsk                   | Agrippina Ivanchenkova     |
| Óblast de Smolensk             | Yartsevsk                     | Sofia Kobiakova            |
| Óblast de Smolensk             | Viazemsk                      | Iván Kovalev               |
| Óblast de Smolensk             | Roslavlsk                     | Serguéi Kostiúkov          |
| Óblast de Smolensk             | Velizhsk                      | Iván Kurbátov              |
| Óblast de Smolensk             | Smolensk                      | Elizaveta Lapirina         |
| Óblast de Smolensk             | Safonovsk                     | Serguéi Lukin              |
| Óblast de Smolensk             | Dzerzhinsk                    | Iván Matulévich            |
| Óblast de Smolensk             | Demidovsk                     | Olga Natashenkova          |
| Óblast de Smolensk             | Sychyovsk                     | Elena Nikolayeva           |
| Óblast de Smolensk             | Velsk                         | Sofia Opoikova             |
| Óblast de Smolensk             | Mosalsk                       | Andréi Rasskazov           |
| Óblast de Smolensk             | Rudnyansk                     | Aleksándr Ryashin          |
| Óblast de Smolensk             | Kírovsk                       | Iliá Semiónov              |
| Óblast de Smolensk             | Smolensk                      | Nikolái Serguéiev          |
| Óblast de Stalingrado          | Rudnyansk                     | Vasili Andrianov           |
| Óblast de Stalingrado          | Traktorno-Zadovsk             | Kliment Voroshílov         |
| Óblast de Stalingrado          | Astracán-Stalinsk             | Vladímir Golyshev          |
| Óblast de Stalingrado          | Uriúpinsk                     | Leonid Grekov              |
| Óblast de Stalingrado          | Frolovsk                      | Zinaida Grechkina          |
| Óblast de Stalingrado          | Mijáilovsk                    | Iván Zimenkov              |
| Óblast de Stalingrado          | Stalingrado                   | Guri Kozlov                |
| Óblast de Stalingrado          | Astracán-Mikoyánsk            | Anna Koroleva              |
| Óblast de Stalingrado          | Astracán-Primorsk             | Aleksandra Kuznetsova      |
| Óblast de Stalingrado          | Kamishin                      | Iván Lébedev               |
| Óblast de Stalingrado          | Voroshílovsk                  | Dmitri Pigalev             |
| Óblast de Stalingrado          | Kaganóvichsk                  | Grigori Poliákov           |
| Óblast de Stalingrado          | Novo-Anninsk                  | Evdokia Jripunkova         |
| Óblast de Stalingrado          | Yermansk                      | Alekséi Chuyánov           |
| Óblast de Stalingrado          | Vladimirovsk                  | Nikolái Sharov             |
| Óblast de Sverdlovsk           | Nizhne-Tagilsk                | Piótr Aganichev            |
| Óblast de Sverdlovsk           | Nizhne-Serginsk               | Piótr Aplayev              |
| Óblast de Sverdlovsk           | Kízel                         | Naum Boyarsky              |
| Óblast de Sverdlovsk           | Mólotovsk                     | Mijaíl Bushmelev           |
| Óblast de Sverdlovsk           | Sverdlovsk-Leninsk            | Konstantín Valujin         |
| Óblast de Sverdlovsk           | Perm-Leninsk                  | Mijaíl Víktorov            |
| Óblast de Sverdlovsk           | Chusovói                      | Akim Golovin               |
| Óblast de Sverdlovsk           | Kungursk                      | Aleksándr Golyshev         |
| Óblast de Sverdlovsk           | Perm-Stalinsk                 | Alekséi Gorlin             |
| Óblast de Sverdlovsk           | Nadezhdinsk                   | Nikolái Gusarov            |
| Óblast de Sverdlovsk           | Osinsk                        | Aleksándr Dushin           |
| Óblast de Sverdlovsk           | Solikamsk                     | Iván Zolotin               |
| Óblast de Sverdlovsk           | Kushva                        | Ignati Ilyin               |
| Óblast de Sverdlovsk           | Sverdlovsk-Kaganóvichsk       | Lázar Kaganóvich           |
| Óblast de Sverdlovsk           | Irbit                         | Tit Kondrashin             |
| Óblast de Sverdlovsk           | Chernushinsk                  | Irina Kopytova             |
| Óblast de Sverdlovsk           | Kirovogrado                   | Matriona Kudrina           |
| Óblast de Sverdlovsk           | Ochersk                       | Iván Kuznetsov             |
| Óblast de Sverdlovsk           | Pervouralsk                   | Piótr Kuzmin               |
| Óblast de Sverdlovsk           | Sverdlovsk                    | Iván Medvédev              |
| Óblast de Sverdlovsk           | Sverdlovsk-Stalinsk           | Víktor Nedosekin           |
| Óblast de Sverdlovsk           | Alapayevsk                    | Timoféi Nikoláyev          |
| Óblast de Sverdlovsk           | Krasnoufimsk                  | Konstantín Pamfílov        |
| Óblast de Sverdlovsk           | Komi-Permiakia                | Yákov Popov                |
| Óblast de Sverdlovsk           | Voroshílovsk                  | Grigori Sartakov           |
| Óblast de Sverdlovsk           | Vereshchaginsk                | Aleksándr Sedov            |
| Óblast de Sverdlovsk           | Asbestovsk                    | Fiódor Semiónov            |
| Óblast de Sverdlovsk           | Novo-Lyalinsk                 | Gazis Jabibulin            |
| Óblast de Tambov               | Zemetchinsk                   | Iván Bistrov               |
| Óblast de Tambov               | Chembarsk                     | Serguéi Vajmistrov         |
| Óblast de Tambov               | Shemysheysk                   | Iván Kozyrkov              |
| Óblast de Tambov               | Penza                         | Mijaíl Koltsov             |
| Óblast de Tambov               | Rasskazovo                    | Yákov Koniáyev             |
| Óblast de Tambov               | Kirsanovsk                    | Yákov Lepishko             |
| Óblast de Tambov               | Nizhne-Lomovsk                | Stepán Lobachev            |
| Óblast de Tambov               | Bondarsk                      | Aleksándr Liubímov         |
| Óblast de Tambov               | Morshansk                     | Maks Malyguin              |
| Óblast de Tambov               | Kamensk                       | Iván Sedin                 |
| Óblast de Tambov               | Bashmakovsk                   | Grigori Silkin             |
| Óblast de Tambov               | Tambov                        | Andréi Smitskói            |
| Óblast de Tambov               | Tambov                        | Nikita Subbodin            |
| Óblast de Tambov               | Michurinsk                    | Andréi Filíppov            |
| Óblast de Tambov               | Penza                         | Vasili Filíppov            |
| Óblast de Tambov               | Michurinsk                    | Semión Chernenko           |
| Óblast de Tambov               | Lunino                        | Maria Shaburova            |
| RASS Tártara                   | Mamadyshsk                    | Mingaz Abubakirov          |
| RASS Tártara                   | Kazán-Mólotovsk               | Andréi Agafonov            |
| RASS Tártara                   | Kazán-Leninsk                 | Nasip Vagápov              |
| RASS Tártara                   | Telmanove                     | Zakir Galimjanov           |
| RASS Tártara                   | Yelabuzhsk                    | María Gorbunova            |
| RASS Tártara                   | Kukmorsk                      | Galéi Dinmujametov         |
| RASS Tártara                   | Menzelinsk                    | Zugre Zakirova             |
| RASS Tártara                   | Kazán-Stalinsk                | Piótr Zajárov              |
| RASS Tártara                   | Buinsk                        | Galiya Izmailova           |
| RASS Tártara                   | Muslyumovsk                   | Iván Kornev                |
| RASS Tártara                   | Sheremetevsk                  | Fiódor Kulikov             |
| RASS Tártara                   | Pervomaisk                    | Vasili Mosólov             |
| RASS Tártara                   | Bugulminsk                    | Dmitri Pávlov              |
| RASS Tártara                   | Arsk                          | Vasili Popov               |
| RASS Tártara                   | Laishevsk                     | Amin Tincherov             |
| RASS Tártara                   | Zelenodolsk                   | Abradjman Fazleyev         |
| RASS Tártara                   | Chistopolsk                   | Piótr Filimónov            |
| RASS Tártara                   | Kúibyshevsk                   | Zosima Shashkov            |
| RASS Tártara                   | Tetyushsk                     | Guri Shijranov             |
| Óblast de Tula                 | Tula-Zarechenskii             | Dmitri Bubnov              |
| Óblast de Tula                 | Cherepetsk                    | Vasili Vajrushev           |
| Óblast de Tula                 | Tula                          | Iván Vinográdov            |
| Óblast de Tula                 | Venyovsk                      | Iván Vlásov                |
| Óblast de Tula                 | Yefremovsk                    | Nikolái Voznesenski        |
| Óblast de Tula                 | Tovarkovsk                    | Anna Glashkina             |
| Óblast de Tula                 | Shchyokinsk                   | Vasili Goryachev           |
| Óblast de Tula                 | Novomoskovsk                  | Víktor Kovalev             |
| Óblast de Tula                 | Yepifán                       | Vasili Konkov              |
| Óblast de Tula                 | Plavsk                        | Ekaterina Koniájina        |
| Óblast de Tula                 | Kaluga                        | Piótr Kuznetsov            |
| Óblast de Tula                 | Belyovsk                      | Evodkia Kuzmina            |
| Óblast de Tula                 | Kaluga                        | Anastasia Maksimova        |
| Óblast de Tula                 | Tula                          | Matvéi Shkiriátov          |
| RASS de Udmurtia               | Vótkinsk                      | Konstantín Ardashev        |
| RASS de Udmurtia               | Balezinsk                     | Pelageya Ivanova           |
| RASS de Udmurtia               | Glázov                        | Semión Maksímov            |
| RASS de Udmurtia               | Sarápul                       | Pável Mymrin               |
| RASS de Udmurtia               | Uvinsk                        | Serguéi Símonov            |
| RASS de Udmurtia               | Izhevsk                       | Anatoli Soloviev           |
| RASS de Udmurtia               | Izhevsk                       | Liúbov Suntsova            |
| RASS de Udmurtia               | Mozhginsk                     | Dmitri Shlenov             |
| RASS de los Alemanes del Volga | Engels                        | Iván Anoshin               |
| RASS de los Alemanes del Volga | Krasnokutsk                   | Vladímir Vasíliev          |
| RASS de los Alemanes del Volga | Balzerski                     | Aleksándr Gekman           |
| RASS de los Alemanes del Volga | Marksstadt                    | Iliá Ressin                |
| Óblast de Vólogda              | Cherepovéts                   | Aleksándr Abramov          |
| Óblast de Vólogda              | Totemsk-Ledengsk              | Anastasia Busyreva         |
| Óblast de Vólogda              | Babayevsk                     | Iván Glazunov              |
| Óblast de Vólogda              | Cherepovéts                   | Vasili Derunov             |
| Óblast de Vólogda              | Veliki-Ústiug                 | Serguéi Zhupajín           |
| Óblast de Vólogda              | Vólogda                       | Aleksándr Zarodov          |
| Óblast de Vólogda              | Sokolsk                       | Anna Zinicheva             |
| Óblast de Vólogda              | Nikolsk                       | Trofim Kudriáshov          |
| Óblast de Vólogda              | Kirillovsk                    | Anna Kuznetsova            |
| Óblast de Vólogda              | Jarovsk                       | Gueorgui Ovchínnikov       |
| Óblast de Vólogda              | Vytegorsk                     | Alekséi Prokófiev          |
| Óblast de Vólogda              | Totemsk                       | Aleksandra Shubarina       |
| Óblast de Vorónezh             | Usmansk                       | Alekséi Badáiev            |
| Óblast de Vorónezh             | Oljovatsk                     | Anatoli Batamirov          |
| Óblast de Vorónezh             | Buturlinoveki                 | Gennady Borkov             |
| Óblast de Vorónezh             | Liskinsk                      | Iván Bochenko              |
| Óblast de Vorónezh             | Ánniensk                      | Piótr Vatolin              |
| Óblast de Vorónezh             | Borisoglebskii                | Elena Vedeneyevna          |
| Óblast de Vorónezh             | Dobrinsk                      | Vasili Gubin               |
| Óblast de Vorónezh             | Novojopyorsk                  | Konstantín Denisov         |
| Óblast de Vorónezh             | Zemlyansk                     | Aleksándr Dubianski        |
| Óblast de Vorónezh             | Vorónezh Central              | Vasili Kopeikin            |
| Óblast de Vorónezh             | Zherdevsk                     | Grigori Krasnov            |
| Óblast de Vorónezh             | Rossoshansk                   | Serguéi Krekoten           |
| Óblast de Vorónezh             | Nizhnedevitsk                 | Semión Krinin              |
| Óblast de Vorónezh             | Bobrovsk                      | Viacheslav Lobkov          |
| Óblast de Vorónezh             | Vorónezh-Voroshílovsk         | Makar Lukin                |
| Óblast de Vorónezh             | Kalacheyevsk                  | Vasili Mélnikov            |
| Óblast de Vorónezh             | Uvarovsk                      | Nikolái Nikoláyev-Zhurid   |
| Óblast de Vorónezh             | Ostrogozhsk                   | Abraam Petrashov           |
| Óblast de Vorónezh             | Gryazinsk                     | Boris Polikárpov           |
| Óblast de Vorónezh             | Vorónezh                      | Arkadi Poliákov            |
| Óblast de Vorónezh             | Alekéyevsk                    | Afanasi Popov              |
| Óblast de Vorónezh             | Tokaryovsk                    | Boris Rachkov              |
| Óblast de Vorónezh             | Verjne-Javsk                  | Anna Rebrova               |
| Óblast de Vorónezh             | Kantemirovsk                  | Vladímir Rodin             |
| Óblast de Vorónezh             | Pavlovsk                      | Iván Riazántsev            |
| Óblast de Vorónezh             | Borisoglebskii                | Liudmilla Tafintseva       |
| Óblast de Vorónezh             | Davydovski                    | Evodokia Chaplina          |
| Óblast de Vorónezh             | Lípetsk                       | Nikolái Shmelkov           |
| RASS de Yakutia                | Aldansk                       | Piótr Ammosov              |
| RASS de Yakutia                | Yakutia Norte                 | Afanasi Bogatirev          |
| RASS de Yakutia                | Yakutia Central               | Lidia Komarenko            |
| Óblast de Yaroslavl            | Yaroslav-Kaganóvichsk         | Serguéi Bagaev             |
| Óblast de Yaroslavl            | Rostov                        | Anna Denisova              |
| Óblast de Yaroslavl            | Pereslavsk                    | Vladímir Donskói           |
| Óblast de Yaroslavl            | Yaroslav                      | Andréi Yershov             |
| Óblast de Yaroslavl            | Nekouzsk                      | Karp Kalabujov             |
| Óblast de Yaroslavl            | Úglich                        | Iván Kriúkov               |
| Óblast de Yaroslavl            | Rýbinsk                       | Iván Kriúkov               |
| Óblast de Yaroslavl            | Danilovsk                     | Pável Kuznetsov            |
| Óblast de Yaroslavl            | Yaroslav-Stalinsk             | Yákov Leóntiev             |
| Óblast de Yaroslavl            | Nerejtsk                      | Aleksándr Makárov          |
| Óblast de Yaroslavl            | Buysk                         | Aleksándr Paramónov        |
| Óblast de Yaroslavl            | Kostromá                      | Pável Salomajin            |
| Óblast de Yaroslavl            | Rýbinsk                       | Anna Soloviova             |
| Óblast de Yaroslavl            | Kostromá                      | Praskovia Tsveltkova       |
| Óblast de Yaroslavl            | Galichsk                      | Alekséi Shajurin           |